# Epizephyra
Epizephyra (altgriechisch Ἐπιζεφύρα) waren ein antikes griechisches Fest, das im antiken Athen im Demos Skambonidai zu Ehren des Apollon Pythios begangen wurde.
Es ist nur inschriftlich aus einem Kultgesetz des Demos von ca. 460 v. Chr. bekannt, aus dem sich ergibt, dass dem Apollon Pythios ein Lamm geopfert wurde.